# Giorgio Aresu
Giorgio Aresu (Italia, 11 de marzo de 1956) es un coreógrafo, productor y director de televisión italiano, afincado en España y posteriormente en México.

## Biografía
Inició su actividad profesional en el mundo de la danza clásica, para dedicarse posteriormente a la coreografía.
En la década de los setenta se instala en España, donde comienza a aparecer como bailarín de forma asidua en Televisión Española. Se encarga de la coreografía de programas clásicos de la televisión en España como La mansión de los Plaff (en la que además bailaba interpretando al Mayordomo Ambrosio), Un, dos, tres... responda otra vez, Aplauso o los especiales de la cadena en Nochevieja, además de las películas Las aventuras de Enrique y Ana (1981), Buenas noches, señor monstruo (1982) o Las locuras de Parchís (1982) y el espectáculo teatral ¡Mamá, quiero ser artista! (1986).
Entrada la década de 1990, pasa a dedicarse a la dirección televisiva. De su labor nacen programas como La quinta marcha (1990-1993) y Desde Palma con amor (1991) en Telecinco o, el que fue su mayor éxito, Sorpresa ¡sorpresa! (1996-1999) en Antena 3, presentado por Isabel Gemio y Concha Velasco. Este último es la versión española de Carràmba che sorpresa, exitoso programa presentado anteriormente por Raffaella Carrá en Italia.
Tras su etapa española, se instala en México, contratado por la cadena TV Azteca, continuando su labor como productor televisivo en espacios como Tómbola (2000), La Academia (2002), Tribunal popular (2002), Cuenta conmigo (2003), Desafío de estrellas (2003), Gente con chispa (2003), Homenaje a (2003), Al otro lado del espejo (2004), Aplauso, aplauso (2004) y Bailando por un millón (2005) como último programa producido por Aresu y abandona la televisora mexicana.
Para 2006 ingresa a Telemundo donde produce el reality show Quinceañera (2006), un formato similar a La Academia, debido a esto recibió una demanda por plagio y terminación de contrato de exclusividad de parte de TV Azteca para Giorgio y Alan Tacher.
Sin lugar a duda el reality La Academia de Televisión Azteca ha sido su concepto más exitoso, siendo productor en las primeras cuatro generaciones, de donde han salido figuras como Yuridia, Yahir y Carlos Rivera, y otros de mediano éxito como Myriam Montemayor, Nadia y Víctor García.
Su regreso a la televisión mexicana adaptando el concepto Los mejores años de nuestra vida canción a canción con el nombre de Décadas marca su inicio en la producción de programas para la empresa Televisa. Alan Tacher acompañó a Aresu en esta nueva etapa como el conductor principal, tras haber participado en La Academia de TV Azteca durante las exitosas emisiones de dicho reality show.
En 2016 regresa a España para participar como jurado en el talent show Eso lo hago yo de La Sexta.

## Vida personal
Es padre, junto a Amalia García Obregón (hermana de la actriz y presentadora Ana Obregón), de dos hijas. La mayor también nombrada Amalia sigue los pasos de su tía, desfilando y posando para las revistas.